# Ferrocat
Ferrocat és el nom que rep el Pla d'emergències en transport de viatgers per ferrocarril de protecció civil per a les emergències ferroviàries a Catalunya. Va ser creat al desembre de 2009 per la Comissió de Protecció Civil de Catalunya (CPCC) gràcies a la iniciativa del Govern de Catalunya arran dels diferents successos que van ocórrer a la xarxa de rodalies de Barcelona per les deficiències en la infraestructura ferroviària i la construcció de la línia d'alta velocitat Madrid-Barcelona. Va ser el primer pla d'emergències ferroviàries que es va crear a Espanya.

## Història
El pla va ser homologat el 17 de desembre de 2009 per la Comissió de Protecció Civil de Catalunya (CPCC) i obliga a avisar a emergències en cas d'incidents en el servei a Renfe Operadora, Adif, Ferrocarrils de la Generalitat de Catalunya i Metro de Barcelona. Montse Font, cap del servei de gestió del risc i planificació de la direcció general de Protecció Civil de Catalunya el 2010, va declarar que un dels objectius del pla és poder informar l'usuari que truca al 112 en cas d'incidència en el servei, acció que abans no es podia realitzar, ja que els operadors ferroviaris no informaven als serveis d'emergència de qualsevol incidència que es produïa. Entre altres incidents, el pla es va activar en els accidents ferroviaris de Mataró de 2012 i Castelldefels de 2010.

## Fases d'emergència
- Prealerta. S'activa quan hi ha una incidència sense que aquesta afecti a les persones o la infraestructura.
- Alerta. S'activa quan hi ha una incidència destacable i pot haver-hi risc per les persones —descarrilaments, col·lisions, evacuacions, enrotllaments— o la infraestructura.